# Carlos Bueno
Carlos Éber Bueno Suárez (Artigas, 10 maggio 1980) è un ex calciatore uruguaiano, di ruolo attaccante.

## Carriera

### Club
Bueno inizia nel Peñarol, trasferendosi poi nel 2005 al Paris Saint-Germain, in Francia, fino al 2006, anno in cui viene mandato in prestito allo Sporting Lisbona. Il suo periodo allo Sporting ha però una particolarità: segnò tutti i quattro gol del suo intero campionato in soli 20 minuti, nel 5-1 contro il Nacional Madeira.
Nell'agosto 2007 il Paris SG lo cede al Boca Juniors.
Nel corso del 2008, torna al Peñarol.
Il 5 gennaio 2012 passa in prestito al San Lorenzo.

### Nazionale
Debutta nella Nazionale uruguaiana il 16 luglio 2003 contro l'Argentina. La sua miglior performance in nazionale si concretizza durante la Copa América 2004, con 3 gol in 4 partite.

## Palmarès

### Club

#### Competizioni nazionali
- Campionato uruguaiano: 2

Peñarol: 1999, 2003
- Coppa di Francia: 1

PSG: 2005-2006
- Coppa del Portogallo: 1

Sporting Lisbona: 2006-2007
- Campionato argentino: 1

Boca Juniors: Apertura 2008

#### Competizioni internazionali
- Coppa Libertadores: 1

Boca Juniors: 2007
- Recopa Sudamericana: 1

Boca Juniors: 2008